# Base Mérimée
La base Mérimée è una base di dati sul patrimonio architetturale francese, aggiornata periodicamente. Essa è stata creata nel 1978 e messa on line nel 1995 dal Ministero francese della cultura e della comunicazione, Direzione dell'Architettura e del Patrimonio.
Il nome si riferisce allo scrittore Prosper Mérimée, che fu anche Ispettore generale dei monumenti storici.

## Contenuto
La base Mérimée contiene informazioni provenienti dal Servizio dei Monumenti storici di Francia e dall'Inventario generale del patrimonio culturale; essa tratta di architettura religiosa, domestica, agricola, solastica, militare e industriale..
La base comprende due tipi di schede:
- Inventario generale del patrimonio culturale: si tratta di schede segnaletiche dei dossier d'inventario elaborati sui risultati di indagini condotte sul terreno dai servizi regionali dell'inventario, così come da informazioni sommarie provenienti da inventari preliminari, da recensioni, da antichi dossier, da studi volti all'attribuzione dell'etichetta di "Patrimonio del XX secolo", di "giardino notevole", ecc.
- Monumenti storici: si tratta di informazioni ottenute partendo da misure di protezione di cui alla legge sui monumenti storici del 1913, con i riferimenti dei decreti di classificazione e d'iscrizione nell'elenco dei monumenti storici.

La base Mérimée non registra solo gli edifici protetti a titolo di monumento storico.
La base conteneva nel 2005 circa 200 000 schede di cui 147 000 per l'inventario e 42 000 per i monumenti storici. 35000 sono illustrate dalla base Mémoire e 13500 dossier documentali completi sono associati alle schede.